# Cp (Unix)
cp è un comando dei sistemi operativi Unix e Unix-like, e più in generale dei sistemi POSIX, che effettua la copia di file e directory.

## Sintassi
La sintassi generale di cp è
```
cp [
opzioni
] [--] 
sorgente1
 [
sorgente2
 …] 
destinazione
```

I parametri sorgente indicano i file e/o le directory da copiare. Se viene specificato un solo parametro sorgente, il parametro destinazione indica il file o la directory di destinazione. 
Se vengono specificati più parametri sorgente, il parametro destinazione deve necessariamente essere una directory esistente, o al più un collegamento simbolico ad una directory.
Il doppio trattino -- (facoltativo) indica che i parametri successivi non sono da considerarsi opzioni.

## Opzioni
Tra le opzioni principali vi sono:
-RCopia ricorsivamente anche il contenuto di directory.
-iChiede conferma prima di sovrascrivere eventuali file esistenti.
-fNel caso non sia possibile sovrascrivere un file esistente (ad es. per problemi di permessi di scrittura sul file), tenta di rimuoverlo.

## Esempi
Copia file1 in file2:
```
cp file1 file2
```

Copia file1 nella directory preesistente dir1:
```
cp file1 dir1
```

Copia vari file nella directory preesistente dir2:
```
cp file1 file2  dir2
```

Copia ricorsivamente vari file e directory nella directory preesistente backup:
```
cp -R file1 dir1 file2 dir2  backup
```